# Гамера — супермонстр
«Гамера — супермонстр» или «Космический монстр Гамера» (яп. 宇宙怪獣ガメラ Утю: кайдзю: Гамэра) — японский дайкайдзю-фильм 1980 года. Это восьмой фильм о Гамере, третий о Гяосе, и второй с участием Баругона, Вираса, Гирона, Джайгера и Зигры. Последний фильм о Гамере, режиссированный Нориаки Юаса, а также последний в эпохе Сёва. Следующий фильм с Гамерой вышел спустя 15 лет, в 1995 году.
Фильм снят киностудией Daiei незадолго до банкротства. В Японии премьера состоялась 20 марта, в США — несколько позже, 7 мая.

## Сюжет
Из глубин космоса к Земле движется космический пиратский корабль «Дзанон» с целью захвата планеты. Для этого с борта корабля на Землю телепортируется шесть монстров, каждый из которых очень опасен и приносит землянам большие разрушения. Человечество не может с ними справиться. Но у людей есть свой козырь — гигантская супер-черепаха Гамера. Она вместе со своими помощниками-подростками в очередной раз спасает Землю и всё человечество.

## Производство
После неудачного показа «Гамеры против Зигры» кинокомпания Дайеи оказалась на грани банкротства, в результате чего был отменён фильм «Гамера против Гарашарпа», а на всей франшизе едва не был поставлен крест. Тем не менее всё-таки было решено завершить серию фильмов со ставшей популярной во всём мире гигантской черепахой, и Гамера в восьмой раз появилась на телеэкранах.
В фильме практически нет никаких новых сцен с кайдзю, примерно треть всей ленты занимают вырезанные сцены из предыдущих фильмов. Специально были использованы субтитры для идентификации всех монстров синхронно последовательности их появления для схватки с Гамерой: Гяос, Зигра, Вирас, Джайгер, Гирон и Баругон. Всего две минуты из фильма отведено для новых смонтированных сцен появления Гамеры.

## Факты
- На постере фильма Гамера изображена летящей на фоне космического корабля, очень напоминающего космическую боевую машину из «Звёздных войн».
- В одном из эпизодов фильма Гамера сбивает плакат с изображением Годзиллы.